# Карролтон (Джорджия)
Карролтон (англ. Carrollton) — город и административный центр округа Карролл в штате Джорджия в Соединённых Штатах Америки.
Согласно данным переписи населения США 2020 года число жителей города 
составляло 26 738 человек.

## История
Первоначальным намерением было назвать новый центр округа «Трупвиль» в честь бывшего губернатора Джорджа Трупа, но последний не пользовался популярностью у правительства штата того времени, поэтому Генеральная ассамблея Джорджии включила город в состав Кэрроллтона в декабре 1829 года. Название было дано в честь Чарльза Кэрролла, сенатора подписавшего Декларацию независимости.

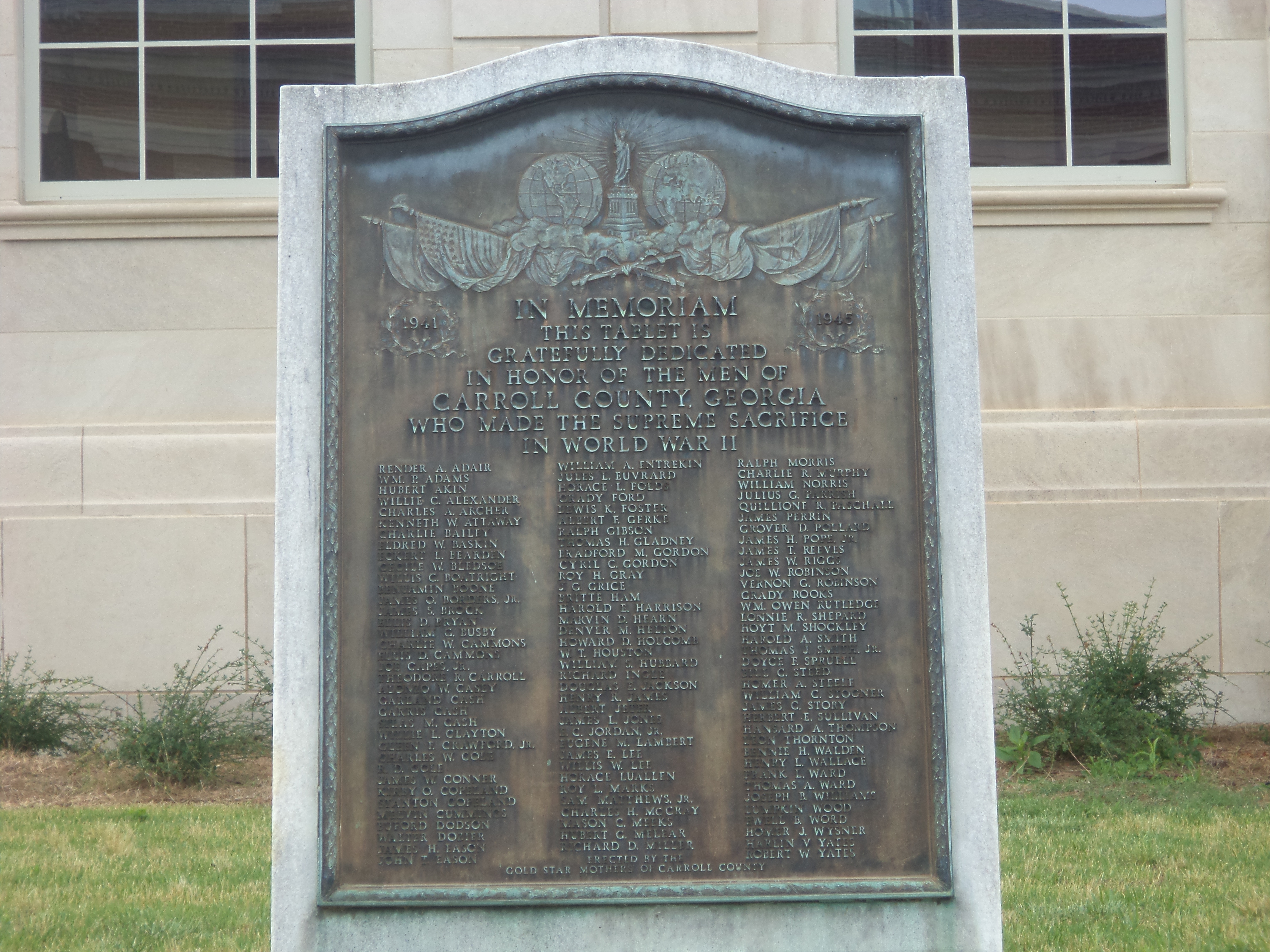
Памятник героям погибшим
в ходе Второй мировой войны
(поимённый список горожан)

Хотя это был административный центр и главный торговый город для большей части округа Карролл, перевозка как товаров, так и пассажиров была затруднена до появления железной дороги в 1874 году, поэтому Карроллтон оставался в значительной степени приграничным городом до самого окончания Гражданской войны в США. Появление железной дороги принесло Кэрроллтону развитие и процветание. Фермеры смогли привозить свой урожай, в основном хлопок, в город для отправки на отдаленные рынки и получать необходимые им удобрения и сельскохозяйственные принадлежности; в то же время потребительские товары стали более доступными, чем когда-либо прежде. Железная дорога также способствовала созданию новых промышленных предприятий, особенно в текстильной промышленности.
В начале XX века Карролтон мог похвастаться водопроводом, электрическим освещением и телефонной связью; в 1918 году город начал мощение своих улиц.
В настоящее время здесь находятся Университет Западной Джорджии и Технический колледж Западной Джорджии.

## География
Карролтон находится в западной Джорджии, примерно в 45 милях (72 км) к западу от города Атланты, недалеко от границы штата Алабама, и входит в агломерацию Атланты.
По данным Бюро переписи населения США, общая площадь Кэрролтона составляет 22,8 квадратных миль (59,1 км2), из которых 22,3 квадратных миль (57,7 км2) — это суша, а 0,54 квадратных миль (1,4 км2 или 2,37%) — водная поверхность.

## Климат
В Карролтоне влажный субтропический климат (классификация климата Кёппена — «Cfa») с мягкой зимой и жарким влажным летом.

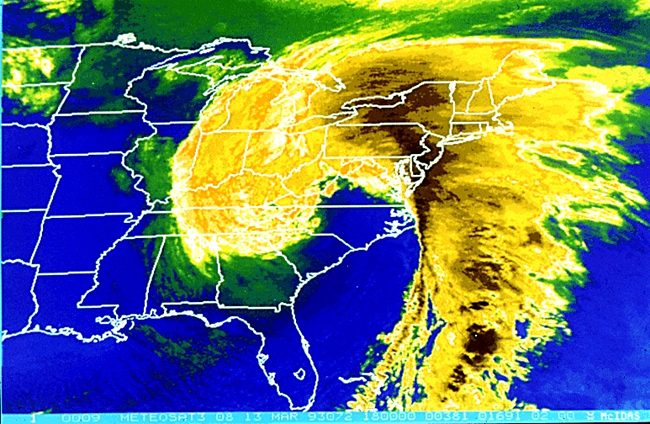
Шторм века (1993)

Суровые зимние условия здесь редки. Рекорд по количеству выпавшего снега в окружном центре составил 10-11 дюймов, который пришёлся на 8 и 9 декабря 2017 года. Предыдущий рекорд по самому большому количеству снега был в марте 1993 года во время шторма века, когда выпало от 4 до 6 дюймов (от 100 до 150 мм) снега.
Грозы, некоторые из которых штормовые, могут происходить в весенние и летние месяцы, но основной риск от этих штормов исходит от ударов молний. Любые торнадо, вызванные этими штормами, как правило, небольшие и строго локализованные.
Серьезную опасность представляют ураганы, которые обрушиваются на Флоридский панхандл; они направляются на север через Алабаму как тропические штормы, и некоторые из них приносят сильные порывистые ветра, обильные ливни и случайные торнадо в этот район, что приводит порой к значительному материальному ущербу.